# تشهارباغ (مقاطعة كلاردشت)
تشهارباغ (بالفارسية: چهارباغ) هي قرية تقع في Kuhestan Rural District في إيران.